# Rua Dálmatas 101
101 Dalmatian Street (Rua Dálmatas 101 no Brasil e em Portugal) é uma série animada de televisão infantil produzida pela Passion Animation Studios e Atomic Cartoons.  A série é vagamente baseada no romance One Hundred and One Dalmatians de Dodie Smith e sua franquia de filmes da Walt Disney Studios.  É a segunda série de TV, seguindo 101 Dálmatas: A Série, baseada na franquia.  A série é definida quase sessenta anos após o filme original de 1961. 
A série segue uma grande família de 101 dálmatas que vivem em Camden Town, Londres. Ela teve um sneak peek no dia 14 de dezembro de 2018 no Disney Channel no Reino Unido e na Irlanda, e a série estreou em 18 de março de 2019 e finalizou a 22 de fevereiro de 2020.

## Enredo
Rua Dálmatas 101 centra-se em torno de uma grande família de 99 filhotes dálmatas cujos nomes começam com a letra "D", e seus pais, Doug e Delilah, o último dos quais é descendente de Pongo e Perdita. Eles costumam deixar os irmãos mais velhos, Dylan e Dolly, no comando enquanto estão ocupados no trabalho. Os dálmatas vivem sozinhos na Rua Dálmatas 101, localizada em Camden Town, Londres, no século XXI,  sem supervisão humana, pois sua dona Dodie Smith, uma excêntrica bilionária, deixou sua casa e foi viver numa ilha.

## Elenco
| Personagem                | Voz original        | Dublagem                                               | Dobragem           |
| Principais                | Principais          | Principais                                             | Principais         |
| ------------------------- | ------------------- | ------------------------------------------------------ | ------------------ |
| Dylan                     | Josh Brener         | Yan Gesteira                                           | André Raimundo     |
| Dolly                     | Michaela Dietz      | Jullie                                                 | Rita Tristão       |
| Doug                      | Rhashan Stone       | Gutemberg Barros                                       | Rui de Sá          |
| Delilah                   | Ella Kenion         | Izabel Lira                                            | Susana Farrajota   |
| Dizzy                     | Nefeli Karakosta    | Enzo Dannemann                                         | Maria Camões       |
| Dee Dee                   | Florrie Wilkinson   | Fernanda Vandelli                                      | Vânia Pereira      |
| Diesel                    | Bert Davis          | Victor Hugo Fernandes                                  | Peter Michael      |
| Dallas                    | Abigail Zoe Lewis   | Ana Elena Bittencourt                                  | Sofia Cruz         |
| Destiny                   | Lauren Donzis       | Bruna Laynes                                           | Sissi Martins      |
| Déjà Vu                   | Lauren Donzis       | Érika Menezes                                          | Sissi Martins      |
| Dorothy                   | Margot Powell       | Pamella Rodrigues                                      | Sofia Cruz         |
| Dawkins                   | Rhys-Isaac Jones    | Andreas Avancini                                       | Peter Michael      |
| Dante                     | Kyle Soller         | Pablo Argôllo                                          | Carlos Martins     |
| Delgado                   | Jack Binstead       | Mattheus Caliano                                       | Alexandre Carvalho |
| DJ                        | Maxwell Apple       | ASA                                                    | Alexandre Carvalho |
| Da Vinci                  | Akiya Henry         | Pedro Crispim (1ª voz)/ Ana Helena de Freitas (2ª voz) | Luís Lobão         |
| Deepak                    | Nikhil Parmar       | Cadu Paschoal                                          | Maria João Miguel  |
| Recorrentes e Secundários |                     |                                                        |                    |
| Clarissa                  | Harriet Carmichael  | Jennifer Gouveia                                       | Sofia Cruz         |
| Sid                       | Doc Brown           | Luís Sérgio Vieira                                     | Peter Michael      |
| Spencer                   | Doc Brown           | ASA                                                    | Peter Michael      |
| Fergus                    | Conor MacNeill      | Eduardo Drummond                                       | Peter Michael      |
| Razzi                     | Pixie Davies        | ASA                                                    | ASA                |
| Portia                    | Paloma Faith        | Angélica Borges                                        | Susana Farrajota   |
| Bessie                    | Miriam Margolyes    | Carmem Sheila                                          | Maria Camões       |
| Bola de Neve Snowball     | Daniela Denby-Ashe  | Marcia Morelli                                         | Susana Farrajota   |
| Roxy                      | Akiya Henry         | Marisa Leal                                            | Maria Camões       |
| Prunella                  | Bethan Wright       | Sabrina Miragaia                                       | Susana Farrajota   |
| Arabella                  | Aimee-Ffion Edwards | Christiane Monteiro                                    | ASA                |
| Big Fee                   | Aimee-Ffion Edwards | Matheus Perissé                                        | ASA                |
| Hansel                    | Rasmus Hardiker     | ASA                                                    | Pedro Leitão       |
| Hunter de Vil             | Joshua LeClair      | Wagner Follare                                         | Maria Camões       |
| Doutor Dave               | Stephen Mangan      | ASA                                                    | Luís Lobão         |
| Constantin                | Rufus Jones         | Eduardo Borgerth                                       | ASA                |
| Spike                     | Olly Murs           | ASA                                                    | Gonçalo Carvalho   |
| Summer                    | Aimee-Ffion Edwards | ASA                                                    | Susana João        |

| Créditos da dublagem | Brasil                               | Portugal                                    |
| -------------------- | ------------------------------------ | ------------------------------------------- |
| Abertura             | "Filhotes em Ação" por Paula Tavares | "Os Meus Cães Estão Aqui" por Sissi Martins |
| Tradução             | Kiko Bertholini                      | André Silva                                 |
| Direção de Dublagem  | Rita Lopes                           | Sandra de Castro                            |
| Direção Musical      | Jill Viegas                          | ASA                                         |
| Adaptação Musical    | Mariana Elisabetsky                  | ASA                                         |
| Diretora Criativa    | Vânia Mendes                         | ASA                                         |
| Dublado nos Estúdios | TV Group Digital Visom Digital       | SDI Media Iberia                            |

## Produção
Rua Dálmatas 101 é baseado em um pitch de Anttu Harlin e Joonas Utti do Gigglebug Entertainment da Finlândia para a equipe original de animação da Disney em Londres.  A equipe desenvolveu o enredo com a Passion Animation Studios, que produz a série.   Uma parte da animação foi feita pela Atomic Cartoons, um estúdio de Vancouver, British Colombia, Canadá.  
Os criadores afirmaram no festival de cinema de Annecy que eles nunca assistiram a sequência direta de filmes em DVD, filmes de ação ao vivo ou 101 Dálmatas: A Série, e só assistiram ao filme original. Eles muitas vezes tinham que trapacear quando se tratava de manter 99 cães, então há algumas cenas em que o número de filhotes ultrapassa 101. 
A série é dirigida por Miklos Weigert, e Maria O'Loughlin é o escritor principal.  Cara Speller atua como produtora executiva. Uma segunda temporada está sendo planejada. 

## Episódios
A primeira temporada terá 50 episódios de 11 minutos.  A série também foi encomendada para 10 curtas de 2 minutos e 5 especiais de 22 minutos.

### Resumo
| Temporadas | Temporadas | Episódios | Data de exibição       | Data de exibição        | Data de exibição        | Data de exibição       | Data de exibição    | Data de exibição     |
| Temporadas | Temporadas | Episódios | Início da temporada    | Fim da temporada        | Início da temporada     | Fim da temporada       | Início da temporada | Fim da temporada     |
| ---------- | ---------- | --------- | ---------------------- | ----------------------- | ----------------------- | ---------------------- | ------------------- | -------------------- |
|            | 1          | 40        | 18 de março de 2019    | 22 de fevereiro de 2020 | 23 de março de 2019     | 19 de setembro de 2020 | 02 de junho de 2019 | 23 de agosto de 2020 |
|            | C-M        | 6         | 14 de dezembro de 2018 | 02 de setembro de 2019  | 15 de fevereiro de 2019 | ASA                    | 2019                | ASA                  |
|            | C-M        | 4         | 14 de abril de 2019    | 02 de maio de 2019      | —                       | —                      | —                   | —                    |

### 1ª Temporada (2018-20)
| # | Título | Escrito e Storyboard por:                                        | Exibição original                      | Exibição Portugal      | Exibição Brasil        | Código de produção |
| --- | --- | ---------------------------------------------------------------- | -------------------------------------- | ---------------------- | ---------------------- | ------------------ |
| 1 | "O Melhor Amigo do Cachorro (BR)" O Melhor Amigo do Cão (PT)" "Dog's Best Friend"                                 | Giles PilbrowBarry Reynolds                                      | 14 de dezembro de 2018                 | 22 de dezembro de 2018 | 02 de julho de 2019    | TBA                |
| Dylan vê o humano da Clarissa Corgi a ajudá-la nas tarefas domésticas e pensa que também devia ter um. | |                                                                  |                                        |                        |                        |                    |
| 2 | "A Noite do "Bum" (BR)" Noite das Explosões (PT)" "Boom Night"                                                    | Kirsty Peart e Jess KedwardMax Loubaresse                        | 18 de março de 2019                    | 23 de março de 2019    | 02 de julho de 2019    | TBA                |
| Na noite mais assustadora do calendário canino, o pai põe a família em confinamento!                   | |                                                                  |                                        |                        |                        |                    |
| 3 | "Poder Para os Filhotes (BR)" Poder Para os Cachorros (PT)" "Power to the Puppies"                                | Baljeet RaiDaniel Dion Christensen                               | 19 de março de 2019                    | 30 de março de 2019    | 05 de julho de 2019    | TBA                |
| 4 | "Quem Você Pensa Que é, Cãozinho? (BR)" Mas Cão é Que Tu Pensas Que És? (PT)" "Who the Dog Do You Think You Are?" | Ciarán Morrison e Mick O'HaraLuke Allen                          | 20 de março de 2019                    | 30 de março de 2019    | 06 de julho de 2019    | TBA                |
| 5 | "Passeio Pelo Lado Selvagem (BR/PT)" "Walkies on the Wild Side"                                                   | Ciarán Morrison e Mick O'Hara Barry Reynolds                     | 21 de março de 2019                    | 06 de abril de 2019    | 07 de julho de 2019    | TBA                |
| 6 | "Pode Conter Nozes (BR/PT)" "May Contain Nuts"                                                                    | Giles PilbrowBianca Ansems                                       | 25 de março de 2019                    | 06 de abril de 2019    | 10 de julho de 2019    | TBA                |
| 7 | "A Terra das Diversões de Inverno (BR)" Divertilândia de Inverno (PT)" "Winter Funderland"                        | Nicole PagliaMax Loubaresse                                      | 26 de março de 2019                    | 13 de abril de 2019    | 11 de julho de 2019    | TBA                |
| 8 | "Dia de Neve (BR/PT)" "Snow Day"                                                                                  | Josh Sager e Jerome SimpsonLuke Allen                            | 27 de março de 2019                    | 13 de abril de 2019    | 12 de julho de 2019    | TBA                |
| 9 | "Encontro Perfeito (BR)" Par Perfeito (PT)" "Perfect Match"                                                       | Kirsty Peart e Jess KedwardAdrian Maganza                        | 28 de março de 2019                    | 20 de abril de 2019    | 13 de julho de 2019    | TBA                |
| 10 | "Pegando Fogo (BR)" Entusiasmo Ardente (PT)" "All Fired Up"                                                       | Suzanne LangBarry Reynolds                                       | 01 de abril de 2019                    | 20 de abril de 2019    | 14 de julho de 2019    | TBA                |
| 11 | "O Golpe da Poesia (BR)" Fraude de Poesia (PT)" "Poetry Scam"                                                     | Josh Sager e Jerome SimpsonBianca Ansems                         | 02 de abril de 2019                    | 27 de abril de 2019    | 17 de julho de 2019    | TBA                |
| 12 | "Cai Fora (BR)" Apaixonado (PT)" "Crushed Out"                                                                    | Kirsty Peart e Jess KedwardMax Loubaresse                        | 03 de abril de 2019                    | 27 de abril de 2019    | 4 de setembro de 2019  | TBA                |
| 13 | "O Dia das Garotas (BR)" Dia de Míudas (PT)" "Girls' Day Out"                                                     | Jacqueline MoodyAlthea Aseoche                                   | 04 de abril de 2019                    | 04 de maio de 2019     | 18 de julho de 2019    | TBA                |
| 14 | "O Fator Woof (BR/PT)" "The Woof Factor"                                                                          | Josh Sager e Jerome SimpsonBianca Ansems                         | 22 de abril de 2019                    | 04 de maio de 2019     | 19 de julho de 2019    | TBA                |
| 15 | "Espiões Fuçadores (BR)" O Golpe do Nariz (PT)" "The Nose Job (Parte 1 e 2)"                                      | Giles PilbrowAdrian Maganza (parte 1) e Max Loubaresse (parte 2) | 23 de abril de 201924 de abril de 2019 | 18 de maio de 2019     | 21 de julho de 2019    | TBA                |
| 16 | "Minha Linda Dolly (PT)" "My Fair Dolly"                                                                          | Maria O'LoughlinAlthea Aseoche                                   | 25 de abril de 2019                    | 25 de maio de 2019     | 10 de setembro de 2019 | TBA                |
| 17 | "Ataque de Pulgas (PT)" "Flea-Mageddon"                                                                           | Nicole PagliaBianca Ansems                                       | 29 de abril de 2019                    | 25 de maio de 2019     | 11 de setembro de 2019 | TBA                |
| 18 | "A Disputa da Realeza (BR)" Uma Confusão Real (PT)" "A Right Royal Rumble"                                        | Ciarán Morrison e Mick O'HaraBarry Reynolds                      | 17 de agosto de 2019                   | 01 de junho de 2019    | 12 de setembro de 2019 | TBA                |
| 19 | "Dálmatas Marcianos (BR)" Dal-marcianos (PT)" "Dal-Martians"                                                      | Ciarán Morrison e Mick O'HaraAdrian Maganza                      | 18 de agosto de 2019                   | 01 de junho de 2019    | 13 de setembro de 2019 | TBA                |
| 20 | "Um Encontro com a Destiny, a Dallas e a Déjà Vu (BR/PT)" "A Date with Destiny... Dallas and Déjà Vu"             | Giles PilbrowKim Nguyen                                          | 24 de agosto de 2019                   | 12 de outubro de 2019  | 16 de setembro de 2019 | TBA                |
| 21 | "O Uau do Miau (BR/PT)" "The Wow of Miaow"                                                                        | Giles PilbrowMax Loubaresse                                      | 25 de agosto de 2019                   | 12 de outubro de 2019  | 17 de setembro de 2019 | TBA                |
| 22 | "A Janela do Medo (BR/PT)" "Fear Window"                                                                          | Kristy Peart e Jess KedwardMax Loubaresse                        | 31 de agosto de 2019                   | 12 de outubro de 2019  | 03 de dezembro de 2019 | TBA                |
| 23 | "A Casa de Cães (PT)" "The Dog House"                                                                             | Jacqueline MoodyAlthea Aseoche                                   | 01 de setembro de 2019                 | 12 de outubro de 2019  | 05 de dezembro de 2019 | TBA                |
| 24 | "Um Verão para Recordar (Parte 1 e 2) (PT)" "A Summer to Remember (Part 1 and 2)"                                 | Giles PilbrowMax LoubaresseAlthea Aseoche                        | 07 de setembro de 2019                 | 15 de novembro de 2019 | TBA                    | TBA                |
| 25 | "Dia de Língua de Fora (PT)" "Long Tongue Day"                                                                    | Jez Hall                                                         | 08 de setembro de 2019                 | 12 de outubro de 2019  | 06 de dezembro de 2019 | TBA                |
| 26 | "Cachorra Da Vinci (PT)" "Doggy Da Vinci"                                                                         | Jez Hall                                                         | 14 de setembro de 2019                 | 12 de outubro de 2019  | 09 de dezembro de 2019 | TBA                |
| 27 | "Londres. Temos Um Problema (Parte 1 e 2) (PT)" "London, We Have a Problem (Part 1 and 2)"                        | Jez Hall                                                         | 15 de setembro de 2019                 | 12 de outubro de 2019  | TBA                    | TBA                |
| 28 | "É a Minha Festa (PT)" "It's My Party"                                                                            | Jez Hall                                                         | 21 de setembro de 2019                 | 15 de novembro de 2019 | 12 de dezembro de 2019 | TBA                |
| 29 | "Raposa na Casa dos Cães (PT)" "Fox in the Dog House"                                                             | Frédéric Martin                                                  | 22 de setembro de 2019                 | 15 de novembro de 2019 | 13 de dezembro de 2019 | TBA                |
| 30 | "Busca (PT)" "Fetch"                                                                                              | Jez Hall                                                         | 28 de setembro de 2019                 | 30 de março de 2020    | 20 de abril de 2020    | TBA                |
| 31 | "Não Abuses da Sorte (PT)" "Don't Push Your Luck"                                                                 | Frédéric Martin                                                  | 29 de setembro de 2019                 | 30 de março de 2020    | 21 de abril de 2020    | TBA                |
| 32 | "A Maldição do Cão Barqueiro / As Paredes Estão Vivas (PT)" "The Curse of the FerrydogThe Walls Are Alive"        | Miklos WeigertFrédéric Martin                                    | 03 de fevereiro de 2020                | 30 de março de 2020    | TBA                    | TBA                |
| 33 | "Cães com Diamantes / Patrulha (PT)" "Diamond Dogs / Ride Along"                                                  | Jez HallFrédéric Martin                                          | 04 de fevereiro de 2020                | 31 de março de 2020    | TBA                    | TBA                |
| 34 | "Lobopoodle! / A Noite mais Longa (PT)" "Poodlewolf! / The Longest Night"                                         | Miklos WeigertFrédéric Martin                                    | 05 de fevereiro de 2020                | 01 de abril de 2020    | TBA                    | TBA                |
| 35 | "Número de Equilibrismo / Dawkins Faz Greve (PT)" "Balancing Act / Dawkins Strikes Back"                          | Jez HallFrédéric Martin                                          | 06 de fevereiro de 2020                | 02 de abril de 2020    | TBA                    | TBA                |
| 36 | "Quedapoodle! / Dança Ridícula (PT)" "Poodlefall! / Dotty Dancing"                                                | Jez HallFrédéric Martin                                          | 10 de fevereiro de 2020                | 06 de abril de 2020    | TBA                    | TBA                |
| 37 | "Latidos para Sempre / Fator D (PT)" "Yappily Ever After / D-Factor"                                              | Jez HallFrédéric Martin                                          | 11 de fevereiro de 2020                | 07 de abril de 2020    | TBA                    | TBA                |
| 38 | "Sonhos de Cachorros Parte 1 e 2 (PT)" "Puppy Dreams (Part 1 and 2)"                                              | Joonas Utti                                                      | 20 de fevereiro de 2020                | 19 de setembro de 2020 | 23 de agosto de 2020   | TBA                |
| 39 | "O Inferno de Dante / Mais Vale A De Vil Que Conheces (PT)" "Dante's Inferno / Better the De Vil You Know"        | Jez Hall                                                         | 22 de fevereiro de 2020                | 19 de setembro de 2020 | 21 de agosto de 2020   | TBA                |
| 40 | "A De Vil Veste Cachorros Parte 1 e 2 (PT)" "The De Vil Wears Puppies (Part 1 and 2)"                             | Frédéric Martin                                                  | 22 de fevereiro de 2020                | 19 de setembro de 2020 | 21 de agosto de 2020   | TBA                |

## Transmissão
Rua Dálmatas 101 deu um sneak peek no Disney Channel no Reino Unido e na Irlanda em 14 de dezembro de 2018, com o episódio "Dog's Best Friend"  e o curta "Merry Pups". O Disney Channel na Alemanha também estreou uma prévia da série em 15 de dezembro com os dois segmentos do primeiro episódio,  e outros Canais Disney em toda a Europa seguiram o exemplo. 
O restante da série será lançado no Reino Unido em 18 de março de 2019 e será lançado mundialmente nos Canais Disney no final do ano.
A 23 de março de 2019, a série estreou em Portugal.

## Merchandise
Em outubro de 2018, a Disney anunciou que estaria colaborando com a Mattel para lançar uma linha de brinquedos para a série em toda a Europa no verão de 2019.  